# Siège de Dreux (1412)
Guerre civile entre Armagnacs et Bourguignons
Batailles
Le siège de Dreux en 1412 par les Bourguignons est un épisode de la guerre civile entre Armagnacs et Bourguignons.

## Origines
Le comté de Dreux retourne à la couronne en 1378 faute de comtes héréditaires. À la mort de Charles V, le comté est cédé par Charles VI à son frère puîné, Louis d'Orléans, qui est assassiné en 1407 par son cousin le duc de Bourgogne, Jean sans Peur.
Charles d'Orléans, fils du défunt duc, se réfugie alors à Dreux, sous la protection de son beau-père Bernard VII, comte d'Armagnac, et de Charles d'Albret, comte de Dreux.

## Conséquences
Cette protection entraîne une guerre civile entre Armagnacs et Bourguignons qui reçoivent l'appui de Charles VI en 1412 après que Charles d'Albret, ambassadeur des Orléanais, a demandé l'aide de l'Angleterre. Le roi envoie une milice parisienne, placée sous les ordres du connétable Waléran de Luxembourg, devant Dreux où se sont réfugiés les Armagnacs et le comte de Dreux. À partir du 10 juillet, la ville est bombardée mais résiste du fait du renforcement de ses défenses. Au bout de 4 jours de bombardement, une brèche est ouverte dans les remparts, laissant le passage aux assaillants qui envahissent et pillent la ville. Les habitants s'enferment dans la forteresse et tiennent jusqu'à la signature de la paix à Bourges fin juillet.